# Butel
Butel (Macedonisch: Бутел) is een gemeente in Noord-Macedonië en maakt deel uit van het hoofdstedelijk gebied Groot Skopje
Butel telt 36.154 inwoners (2002). De oppervlakte bedraagt 54,79 km², de bevolkingsdichtheid is 659,9 inwoners per km².